# Rally van Groot-Brittannië 1974
De Rally van Groot-Brittannië 1974, officieel 30th Lombard RAC Rally, was de 30ste editie van de Rally van Groot-Brittannië en de zevende ronde van het Wereldkampioenschap Rally in 1974. Het was de 20ste rally in het Wereldkampioenschap Rally dat georganiseerd wordt door de Fédération Internationale de l'Automobile (FIA). De start en finish vond plaats in York.
Ford bleef maximaal scoren in het gelimiteerde programma dat ze reden. Timo Mäkinen won dit keer, wat zijn tweede opeenvolgende overwinning in het evenement betekende. Saab-rijder Stig Blomqvist won veruit de meeste klassementsproeven, maar moest de meer consistente Mäkinen voor zich laten en eindigde als tweede. Lancia's Sandro Munari behaalde een respectievelijke derde plaats.

## Route
| Etappe | Dag(en)                                     | Klassementsproeven | Competitieve afstand |
| ------ | ------------------------------------------- | ------------------ | -------------------- |
| 1      | Zaterdag 16 tot en met woensdag 20 november | 84                 |                      |
|        |                                             |                    |                      |
| Totaal | Totaal                                      | 84                 |                      |

- Noot: Indeling van de klassementsproeven en de etappes is onbekend.

## Resultaten
| Top tien klassement | Top tien klassement | Top tien klassement   | Top tien klassement | Top tien klassement     | Top tien klassement | Top tien klassement              | Top tien klassement | Top tien klassement | Top tien klassement |
| Pos.                | Nr.                 | Rijder                | Navigator           | Auto                    | Gr.                 | Inschrijving                     | Tijd                | Verschil            |                     |
| ------------------- | ------------------- | --------------------- | ------------------- | ----------------------- | ------------------- | -------------------------------- | ------------------- | ------------------- | ------------------- |
| 1.                  | 1                   | Timo Mäkinen          | Henry Liddon        | Ford Escort RS1600      | 2                   | Ford Motor Co Ltd.               | 8:02.39             | 0.00                |                     |
| 2.                  | 2                   | Stig Blomqvist        | Hans Sylvan         | Saab 96 V4              | 2                   | Saab-Scania AB                   | 8:04.19             | + 1.40              |                     |
| 3.                  | 3                   | Sandro Munari         | Piero Sodano        | Lancia Stratos HF       | 4                   | Lancia Marlboro                  | 8:11.55             | + 9.16              |                     |
| 4.                  | 9                   | Björn Waldegård       | Hans Thorszelius    | Toyota Corolla          | 2                   | Dealer Team Toyota               | 8:13.54             | + 11.15             |                     |
| 5.                  | 4                   | Walter Röhrl          | Jochen Berger       | Opel Ascona             | 2                   | Opel Euro Händler Team           | 8:15.52             | + 13.13             |                     |
| 6.                  | 6                   | Per-Inge Walfridsson  | John Jensen         | Volvo 142               | 2                   | Per-Inge Walfridsson             | 8:16.09             | + 13.30             |                     |
| 7.                  | 5                   | Roger Clark           | Tony Mason          | Ford Escort RS1600      | 2                   | Ford Motor Co Ltd.               | 8:19.06             | + 16.27             |                     |
| 8.                  | 23                  | Billy Coleman         | Dan O'Sullivan      | Ford Escort RS1600      | 2                   | Thomas Motors of Blackpool       | 8:20.29             | + 17.50             |                     |
| 9.                  | 20                  | Chris Sclater         | Martin Holmes       | Datsun Violet           | 2                   | Datsun Dealers                   | 8:21.56             | + 19.17             |                     |
| 10.                 | 11                  | Simo Lampinen         | Sölve Andreasson    | Lancia Beta Coupé       | 4                   | Lancia Marlboro                  | 8:21.57             | + 19.18             |                     |
| Niet aan de finish  |                     |                       |                     |                         |                     |                                  |                     |                     |                     |
| Pos.                | Nr.                 | Rijder                | Navigator           | Auto                    | Gr.                 | Inschrijving                     | KP                  | Reden               |                     |
| NF                  | 7                   | Per Eklund            | Björn Cederberg     | Saab 96 V4              | 2                   | Saab-Scania AB                   |                     | Differentieel       |                     |
| NF                  | 10                  | Hannu Mikkola         | John Davenport      | Ford Escort RS1600      | 2                   | Ford Motor Co Ltd.               | 16                  | Wiel Bouten         |                     |
| NF                  | 12                  | Tony Fall             | Mike Broad          | Opel Ascona             | 2                   | Opel Euro Händler Team           | 3                   | As schade           |                     |
| NF                  | 14                  | Ove Andersson         | Arne Hertz          | Toyota Corolla          | 2                   | Dealer Team Toyota               | 45                  | Asvuist             |                     |
| NF                  | 15                  | Markku Alén           | Paul White          | Ford Escort RS1600      | 2                   | Ford Motor Co Ltd.               | Etappe 1            | Water pomp          |                     |
| NF                  | 18                  | Lars Carlsson         | Bob de Jong         | Opel Ascona             | 2                   | Opel Euro Händler Team           | Etappe 1            | Versnellingsbak     |                     |
| NF                  | 19                  | Amilcare Ballestrieri | Geraint Philips     | Lancia Beta Coupé       | 4                   | Lancia Marlboro                  | 10                  | Motor               |                     |
| NF                  | 22                  | Brian Culcheth        | Johnstone Syer      | Triumph Dolomite Sprint | 2                   | British Leyland Cars             | 10                  | Ongeluk             |                     |
| NF                  | 24                  | Pentti Airikkala      | Heikki Haaksiala    | Ford Escort RS1600      | 2                   | Centre Hotels / Clarke & Simpson | 48                  | Differentieel       |                     |
| NF                  | 25                  | Cahal Curley          | Austin Frazer       | Datsun 240Z             | 4                   | Cahal Curley                     | 23                  | Ongeluk             |                     |

## Statistieken

#### Klassementsproeven
| Etappe        | Proef | Starttijd | Naam                          | Lengte                        | Winnaar                             | Tijd                          | Gem. snelheid                 | Rally leider  |
| ------------- | ----- | --------- | ----------------------------- | ----------------------------- | ----------------------------------- | ----------------------------- | ----------------------------- | ------------- |
| 1 (16-20 nov) | 1     |           | Bramham                       |                               | Hannu Mikkola                       | 2:23                          |                               | Hannu Mikkola |
| 1 (16-20 nov) | 2     |           | Harewood                      |                               | Hannu Mikkola                       | 2:41                          |                               | Hannu Mikkola |
| 1 (16-20 nov) | 3     |           | Esholt                        |                               | Sandro Munari                       | 2:52                          |                               | Hannu Mikkola |
| 1 (16-20 nov) | 4     |           | Heaton Park                   | Klassementsproef geannuleerd. | Klassementsproef geannuleerd.       | Klassementsproef geannuleerd. | Klassementsproef geannuleerd. | Hannu Mikkola |
| 1 (16-20 nov) | 5     |           | New Brighton                  |                               | Sandro Munari                       | 2:05                          |                               | Hannu Mikkola |
| 1 (16-20 nov) | 6     |           | Magnum                        |                               | Sandro Munari                       | 2:20                          |                               | Hannu Mikkola |
| 1 (16-20 nov) | 7     |           | Clocaenog 1                   |                               | Stig Blomqvist                      | 4:25                          |                               | Sandro Munari |
| 1 (16-20 nov) | 8     |           | Clocaenog 2                   |                               | Stig Blomqvist Sandro Munari        | 7:10                          |                               | Sandro Munari |
| 1 (16-20 nov) | 9     |           | Clocaenog 3                   |                               | Per-Inge Walfridsson                | 7:01                          |                               | Sandro Munari |
| 1 (16-20 nov) | 10    |           | Clocaenog 4                   |                               | Sandro Munari                       | 4:48                          |                               | Sandro Munari |
| 1 (16-20 nov) | 11    |           | Penmachno 1                   |                               | Hannu Mikkola Sandro Munari         | 5:10                          |                               | Sandro Munari |
| 1 (16-20 nov) | 12    |           | Penmachno 2                   |                               | Sandro Munari                       | 7:10                          |                               | Sandro Munari |
| 1 (16-20 nov) | 13    |           | Coed-y-Brenin 1               |                               | Timo Mäkinen                        | 9:47                          |                               | Sandro Munari |
| 1 (16-20 nov) | 14    |           | Coed-y-Brenin 2               |                               | Björn Waldegård                     | 3:30                          |                               | Sandro Munari |
| 1 (16-20 nov) | 15    |           | Dyfi 1                        |                               | Stig Blomqvist                      | 12:26                         |                               | Sandro Munari |
| 1 (16-20 nov) | 16    |           | Dyfi 2                        |                               | Leo Kinnunen                        | 15:44                         |                               | Sandro Munari |
| 1 (16-20 nov) | 17    |           | Pantperthog                   | Klassementsproef geannuleerd. | Klassementsproef geannuleerd.       | Klassementsproef geannuleerd. | Klassementsproef geannuleerd. | Sandro Munari |
| 1 (16-20 nov) | 18    |           | Hafren 1                      |                               | Pentti Airikkala                    | 6:32                          |                               | Timo Mäkinen  |
| 1 (16-20 nov) | 19    |           | Hafren 2                      |                               | Stig Blomqvist                      | 11:34                         |                               | Timo Mäkinen  |
| 1 (16-20 nov) | 20    |           | Myherin                       |                               | Tony Fowkes                         | 4:25                          |                               | Timo Mäkinen  |
| 1 (16-20 nov) | 21    |           | Ystwith                       |                               | Timo Mäkinen                        | 5:23                          |                               | Timo Mäkinen  |
| 1 (16-20 nov) | 22    |           | Llanbed                       |                               | Timo Mäkinen Tony Fowkes            | 3:09                          |                               | Timo Mäkinen  |
| 1 (16-20 nov) | 23    |           | Brechfa                       |                               | Pentti Airikkala                    | 5:14                          |                               | Timo Mäkinen  |
| 1 (16-20 nov) | 24    |           | Eppynt 1                      |                               | Timo Mäkinen Pentti Airikkala       | 7:08                          |                               | Timo Mäkinen  |
| 1 (16-20 nov) | 25    |           | Eppynt 2                      |                               | Tony Fowkes                         | 12:27                         |                               | Timo Mäkinen  |
| 1 (16-20 nov) | 26    |           | Radnor                        |                               | Ove Andersson                       | 6:09                          |                               | Timo Mäkinen  |
| 1 (16-20 nov) | 27    |           | Reddings                      |                               | Wolfgang Hauck                      | 8:02                          |                               | Timo Mäkinen  |
| 1 (16-20 nov) | 28    |           | Sallowvallets                 |                               | Ingvar Carlsson Heikki Enomaa       | 4:41                          |                               | Timo Mäkinen  |
| 1 (16-20 nov) | 29    |           | Speech House                  |                               | Chris Sclater Nigel Rockey          | 3:03                          |                               | Timo Mäkinen  |
| 1 (16-20 nov) | 30    |           | Russells                      |                               | Nigel Rockey                        | 4:37                          |                               | Timo Mäkinen  |
| 1 (16-20 nov) | 31    |           | Donington                     | Klassementsproef geannuleerd. | Klassementsproef geannuleerd.       | Klassementsproef geannuleerd. | Klassementsproef geannuleerd. | Timo Mäkinen  |
| 1 (16-20 nov) | 32    |           | Cirencester                   |                               | Nigel Rockey                        | 6:47                          |                               | Timo Mäkinen  |
| 1 (16-20 nov) | 33    |           | Three Counties                |                               | Timo Mäkinen                        | 2:11                          |                               | Timo Mäkinen  |
| 1 (16-20 nov) | 34    |           | Sutton Park                   |                               | Walter Röhrl                        | 5:36                          |                               | Timo Mäkinen  |
| 1 (16-20 nov) | 35    |           | Blidworth                     |                               | Chris Sclater                       | 2:01                          |                               | Timo Mäkinen  |
| 1 (16-20 nov) | 36    |           | Clipstone 1                   |                               | Stig Blomqvist                      | 2:31                          |                               | Timo Mäkinen  |
| 1 (16-20 nov) | 37    |           | Clipstone 2                   |                               | Stig Blomqvist                      | 2:24                          |                               | Timo Mäkinen  |
| 1 (16-20 nov) | 38    |           | Clipstone 3                   |                               | Stig Blomqvist                      | 2:10                          |                               | Timo Mäkinen  |
| 1 (16-20 nov) | 39    |           | Gorfor                        |                               | Sandro Munari                       | 8:53                          |                               | Timo Mäkinen  |
| 1 (16-20 nov) | 40    |           | Kilburn                       |                               | Stig Blomqvist                      | 3:09                          |                               | Timo Mäkinen  |
| 1 (16-20 nov) | 41    |           | Boltby                        |                               | Pentti Airikkala                    | 4:53                          |                               | Timo Mäkinen  |
| 1 (16-20 nov) | 42    |           | Ingleby                       |                               | Stig Blomqvist Pentti Airikkala     | 3:50                          |                               | Timo Mäkinen  |
| 1 (16-20 nov) | 43    |           | Croft                         |                               | Sandro Munari                       | 1:42                          |                               | Timo Mäkinen  |
| 1 (16-20 nov) | 44    |           | Klassementsproef geannuleerd. | Klassementsproef geannuleerd. | Klassementsproef geannuleerd.       | Klassementsproef geannuleerd. | Klassementsproef geannuleerd. | Timo Mäkinen  |
| 1 (16-20 nov) | 45    |           | Kielder 1                     |                               | Stig Blomqvist                      | 5:16                          |                               | Timo Mäkinen  |
| 1 (16-20 nov) | 46    |           | Kielder 2                     |                               | Timo Mäkinen                        | 9:41                          |                               | Timo Mäkinen  |
| 1 (16-20 nov) | 47    |           | Kielder 3                     | Klassementsproef geannuleerd. | Klassementsproef geannuleerd.       | Klassementsproef geannuleerd. | Klassementsproef geannuleerd. | Timo Mäkinen  |
| 1 (16-20 nov) | 48    |           | Kielder 4                     |                               | Roger Clark                         | 5:09                          |                               | Timo Mäkinen  |
| 1 (16-20 nov) | 49    |           | Kielder 5                     |                               | Timo Mäkinen                        | 6:03                          |                               | Timo Mäkinen  |
| 1 (16-20 nov) | 50    |           | Kielder 6                     |                               | Roger Clark                         | 5:17                          |                               | Timo Mäkinen  |
| 1 (16-20 nov) | 51    |           | Kielder 7                     |                               | Roger Clark                         | 5:01                          |                               | Timo Mäkinen  |
| 1 (16-20 nov) | 52    |           | Kielder 8                     |                               | Roger Clark                         | 5:10                          |                               | Timo Mäkinen  |
| 1 (16-20 nov) | 53    |           | Kershope                      |                               | Roger Clark                         | 6:29                          |                               | Timo Mäkinen  |
| 1 (16-20 nov) | 54    |           | Glengap                       |                               | Stig Blomqvist                      | 8:21                          |                               | Timo Mäkinen  |
| 1 (16-20 nov) | 55    |           | Bennan                        |                               | Timo Mäkinen                        | 6:19                          |                               | Timo Mäkinen  |
| 1 (16-20 nov) | 56    |           | Balunton                      |                               | Timo Mäkinen                        | 3:09                          |                               | Timo Mäkinen  |
| 1 (16-20 nov) | 57    |           | Drumjohn                      |                               | Timo Mäkinen                        | 11:01                         |                               | Timo Mäkinen  |
| 1 (16-20 nov) | 58    |           | Buchanan                      | Klassementsproef geannuleerd. | Klassementsproef geannuleerd.       | Klassementsproef geannuleerd. | Klassementsproef geannuleerd. | Timo Mäkinen  |
| 1 (16-20 nov) | 59    |           | Loch Ard 1                    |                               | Stig Blomqvist                      | 12:22                         |                               | Timo Mäkinen  |
| 1 (16-20 nov) | 60    |           | Loch Ard 2                    |                               | Stig Blomqvist                      | 3:31                          |                               | Timo Mäkinen  |
| 1 (16-20 nov) | 61    |           | Achray                        |                               | Stig Blomqvist                      | 6:20                          |                               | Timo Mäkinen  |
| 1 (16-20 nov) | 62    |           | Kirk O'Muir                   |                               | Nigel Rockey                        | 3:59                          |                               | Timo Mäkinen  |
| 1 (16-20 nov) | 63    |           | Devilla                       |                               | Timo Mäkinen James Rae Nigel Rockey | 3:58                          |                               | Timo Mäkinen  |
| 1 (16-20 nov) | 64    |           | Glentress                     |                               | Stig Blomqvist Roger Clark          | 6:36                          |                               | Timo Mäkinen  |
| 1 (16-20 nov) | 65    |           | Cardrona                      |                               | Per Eklund                          | 7:29                          |                               | Timo Mäkinen  |
| 1 (16-20 nov) | 66    |           | Craik                         |                               | Stig Blomqvist                      | 8:12                          |                               | Timo Mäkinen  |
| 1 (16-20 nov) | 67    |           | Castle O'er                   |                               | Murray Grierson                     | 4:35                          |                               | Timo Mäkinen  |
| 1 (16-20 nov) | 68    |           | Twiglees                      |                               | Stig Blomqvist                      | 9:26                          |                               | Timo Mäkinen  |
| 1 (16-20 nov) | 69    |           | Dodd                          |                               | Timo Mäkinen                        | 4:19                          |                               | Timo Mäkinen  |
| 1 (16-20 nov) | 70    |           | Setmurthy                     |                               | Stig Blomqvist                      | 2:44                          |                               | Timo Mäkinen  |
| 1 (16-20 nov) | 71    |           | Wythop                        |                               | Stig Blomqvist                      | 3:43                          |                               | Timo Mäkinen  |
| 1 (16-20 nov) | 72    |           | Whinlatter                    |                               | Stig Blomqvist                      | 7:50                          |                               | Timo Mäkinen  |
| 1 (16-20 nov) | 73    |           | Ennerdale                     |                               | Stig Blomqvist                      | 4:29                          |                               | Timo Mäkinen  |
| 1 (16-20 nov) | 74    |           | Dunnerdale                    |                               | Timo Mäkinen Sandro Munari          | 3:30                          |                               | Timo Mäkinen  |
| 1 (16-20 nov) | 75    |           | Grizedale                     |                               | Stig Blomqvist                      | 9:14                          |                               | Timo Mäkinen  |
| 1 (16-20 nov) | 76    |           | Cropton                       |                               | Stig Blomqvist                      | 12:32                         |                               | Timo Mäkinen  |
| 1 (16-20 nov) | 77    |           | Pickering                     |                               | Sandro Munari                       | 7:29                          |                               | Timo Mäkinen  |
| 1 (16-20 nov) | 78    |           | Dalby South                   |                               | Stig Blomqvist                      | 18:07                         |                               | Timo Mäkinen  |
| 1 (16-20 nov) | 79    |           | Dalby North                   |                               | Stig Blomqvist                      | 5:01                          |                               | Timo Mäkinen  |
| 1 (16-20 nov) | 80    |           | Staindale                     |                               | Stig Blomqvist                      | 8:15                          |                               | Timo Mäkinen  |
| 1 (16-20 nov) | 81    |           | Bickley                       |                               | Timo Mäkinen                        | 6:31                          |                               | Timo Mäkinen  |
| 1 (16-20 nov) | 82    |           | Langdale                      |                               | Stig Blomqvist                      | 8:01                          |                               | Timo Mäkinen  |
| 1 (16-20 nov) | 83    |           | Broxa                         |                               | Roger Clark                         | 4:41                          |                               | Timo Mäkinen  |
| 1 (16-20 nov) | 84    |           | Wykeham                       |                               | Sandro Munari                       | 2:55                          |                               | Timo Mäkinen  |

- Noot: Lengtes van de klassementsproeven zijn onbekend. Naam van klassementsproef 44 is onbekend.

#### KP overwinningen
| Rijder               | Aantal |
| -------------------- | ------ |
| Stig Blomqvist       | 26     |
| Timo Mäkinen         | 16     |
| Sandro Munari        | 12     |
| Roger Clark          | 8      |
| Pentti Airikkala     | 5      |
| Nigel Rockey         | 5      |
| Tony Fowkes          | 3      |
| Hannu Mikkola        | 3      |
| Chris Sclater        | 2      |
| Ove Andersson        | 1      |
| Ingvar Carlsson      | 1      |
| Per Eklund           | 1      |
| Heikki Enomaa        | 1      |
| Murray Grierson      | 1      |
| Wolfgang Hauck       | 1      |
| Leo Kinnunen         | 1      |
| James Rae            | 1      |
| Walter Röhrl         | 1      |
| Björn Waldegård      | 1      |
| Per-Inge Walfridsson | 1      |

## Kampioenschap standen

#### Constructeurs
| Pos. | Constructeur | Ptn. |
| ---- | ------------ | ---- |
| 1    | Lancia       | 74   |
| 2    | Fiat         | 63   |
| 3    | Ford         | 54   |
| 4    | Toyota       | 32   |
| 5    | Datsun       | 28   |

- Noot: Enkel de top vijf posities worden in de stand weergegeven.